# Lucienne Laudré-Viel
Lucienne Germaine Georgette Laudré-Viel, née le 13 novembre 1907 à Saint-Cloud et morte le 24 décembre 2000 à Ballainvilliers, est une athlète et footballeuse française des années 1920 et 1930.

## Biographie

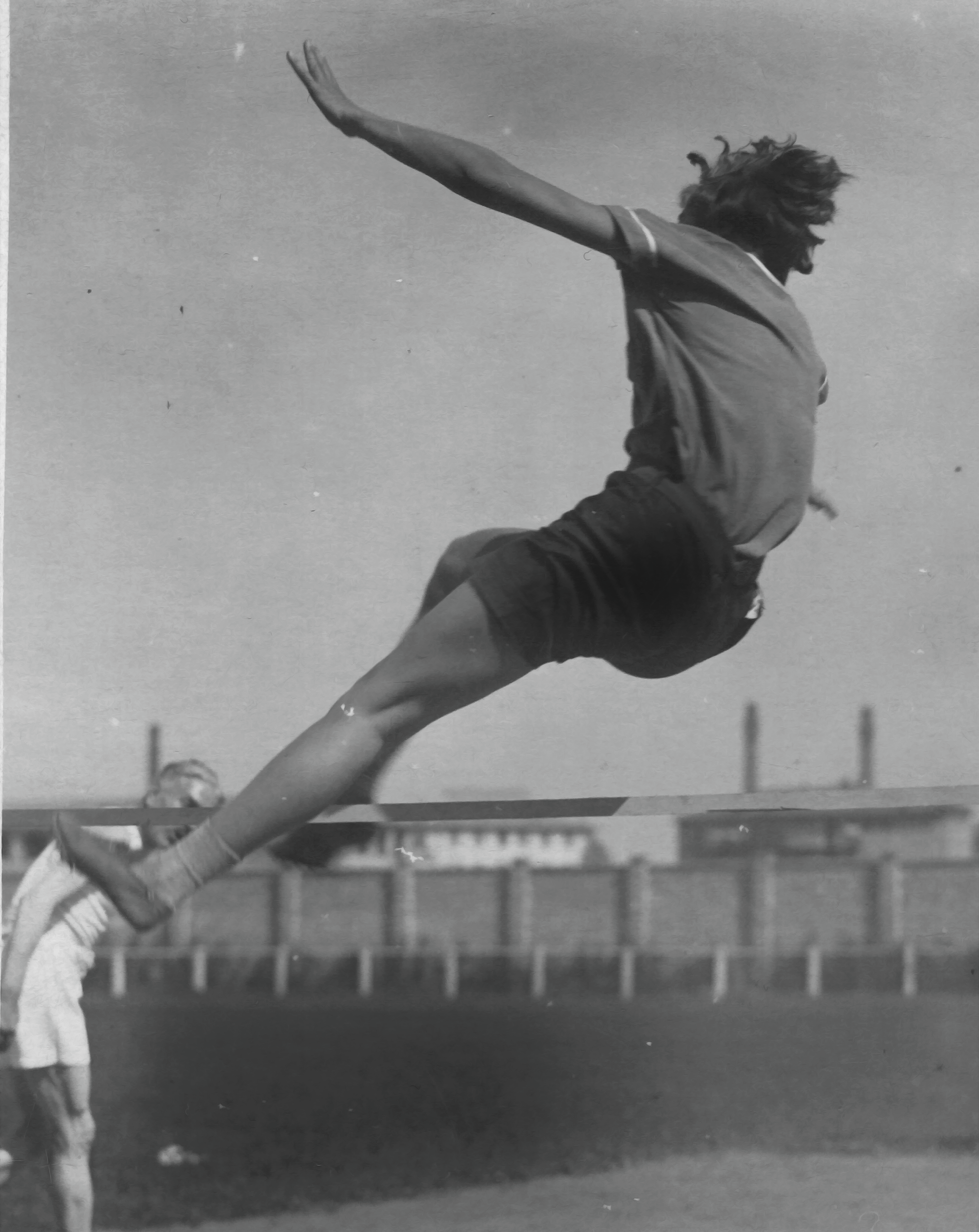
France - Italie 1927- Archive familiale

Le 28 avril 1918, elle participe au premier cross féminin jamais organisé en France. La course se déroule au bois de Chaville sur une distance de 2 400 m. Elle rassemble 42 engagées. 
À l'âge de seulement  11 ans, elle se classe deuxième de la course et termine à la première place par équipe (équipe Académia). Elle est entraînée à la Clodo, club féminin créé par son père Georges Laudré. 
En 1921, elle gagne le championnat de France de Cross Country. 
Elle est sacrée championne de France de saut en longueur aux Championnats de France d'athlétisme 1926 (4,97 m le 14 juillet 1926 à Bry sur Marne) et 1927 (5,20 m le 10 juillet 1927 à Roubaix) et championne de France de saut en hauteur en 1927 (1,45 m) et 1928 (1,45 m à Paris, porte Dorée). 
À l'occasion des championnats de France 1927, elle établit le record de France de saut en longueur. 
En saut en hauteur, son record personnel est de 1,50 m.  
Elle participe aux seconds jeux féminins mondiaux à Göteborg sous le patronage de Gustav Adolf, prince royal. Ces jeux rassemblent, du 27 au 29 août 1926, dans le petit stade de Slottgotswallen, huit nations (France, Tchécoslovaquie, Belgique, Suède, Grande-Bretagne, Japon, Pologne et Lettonie). Le 29 août, 8 000 spectateurs soutiendront les athlètes.  
Elle participe ensuite, à l'âge de 20 ans (plus jeune participante pour la France), aux Jeux olympiques d'été de 1928 d'Amsterdam, terminant douzième du concours de saut en hauteur avec un essai à 1,45 m. 
Elle rencontre à cette occasion Roger Viel, champion de France du 400 mètres haies. 
Elle est mariée avec Roger Viel. Elle est la sœur aînée de Jacqueline Laudré-Mulot, détentrice de plusieurs titres de championne de France sur 80 m haies, au saut en hauteur et au saut en longueur.
En 1930, elle est 1re du 80 mètres haies aux championnats de Paris et 2e aux championnats de France.
De 1924 à 1928, elle fait aussi partie de l'équipe de France féminine de football qui est sous l'égide de la Fédération des sociétés féminines sportives de France. Elle participe à plusieurs rencontres contre la Belgique et l'Angleterre et inscrit un doublé contre les Belges le 1er avril 1928 à Schaerbeek.